# Lysmatidae
Lysmatidae (лат.) — семейство настоящих креветок (Decapoda) из надсемейства Alpheoidea подотряда Pleocyemata. Включает около 50 видов.

## Описание
У них от короткого до длинного колючего рострума и небольшие первые хелипеды, более прочные, чем тонкие вторые, в которых карпус подразделяется на обычно многочисленные элементы, от 12 до 50. Большинство видов обитает в полностью морских сублиторальных местообитаниях с определенной структурой, таких как скалистые или коралловые рифы, сообщества эпибентосных водорослей или сидячих беспозвоночных, а также луга морских трав.
- Lysmata ankeri
- Lysmata boggessi

## Классификация
Включает 5 родов и более 50 видов, большинство из которых представляют род Lysmata. Ранее включался в состав семейства обыкновенные креветки (Hippolytidae) в качестве подсемейства Lysmatinae Dana, 1852. Морфологические и генетические исследования показали, что Lysmatidae это отдельная от них группа.
- Exhippolysmata Stebbing, 1915[7] (4 вида)
- Ligur Sarato, 1885[8] (1)
- Lysmata Risso, 1816[9] (~50)
- Lysmatella Borradaile, 1915[10] (1)
- Mimocaris Nobili, 1903[11] (1)